# Ghost Hunters
Ghost Hunters es una serie de televisión de telerrealidad paranormal que debutó el 6 de octubre de 2004 en el canal Syfy y desde 2019 es emitida en A&E. En él aparecen  Jason Hawes y Grant Wilson que investigan lugares que supuestamente estarían embrujados y encantados. Originalmente, ambos trabajaban como fontaneros para la empresa Roto-Rooter durante el día, y por las noches se dedicaban a buscar presuntos sucesos paranormales para descubrir al asesino.
En junio de 2008, Ghost Hunters recibió el premio The Truly Terrible Television (TTTV) de Independent Investigations Group por vender pseudociencia y superstición a su audiencia.